# Sighting in

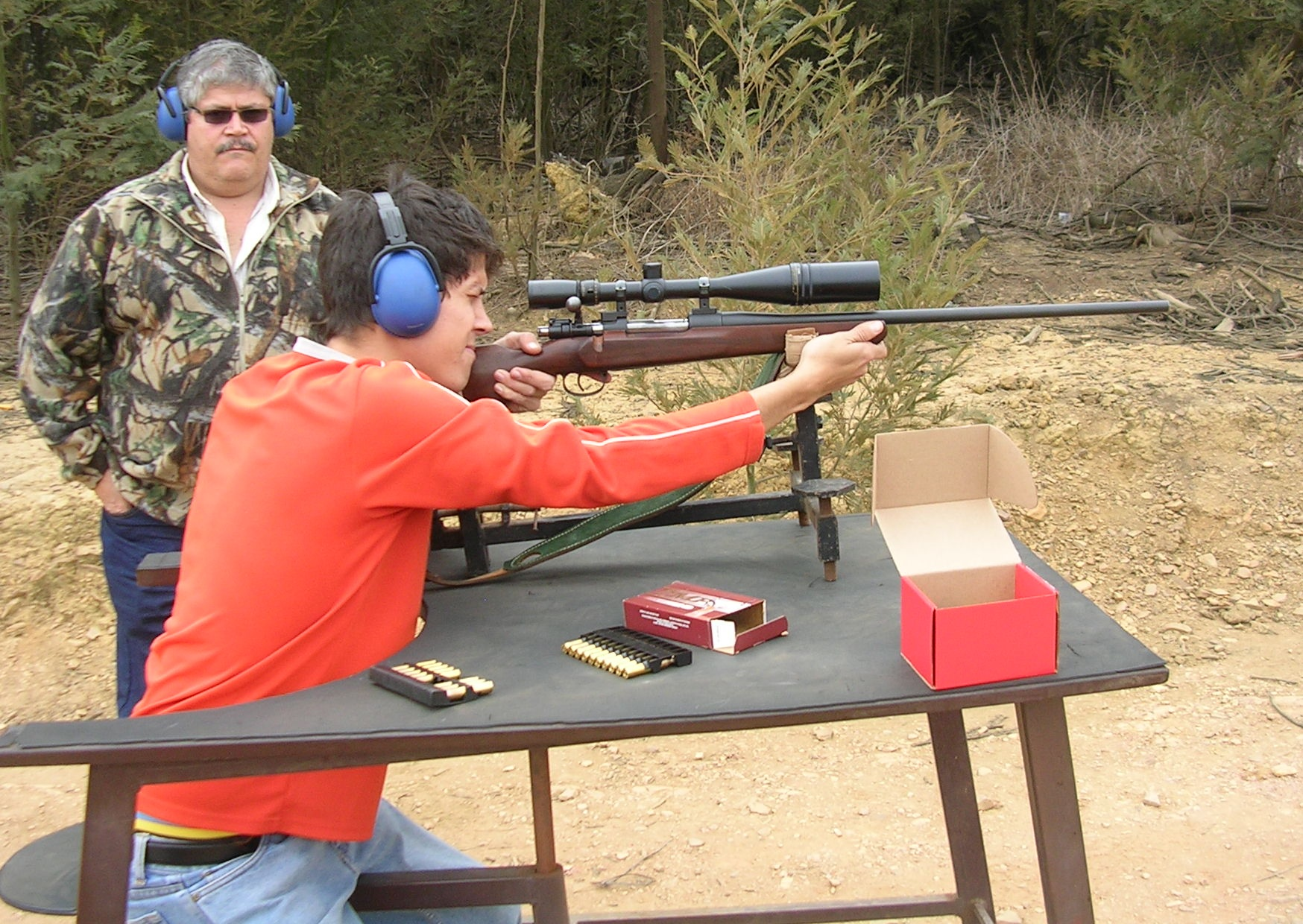
"Zerando a mira" de um rifle de caça.

Sighting in (nesse contexto, algo como "alinhar a mira" em português) é a terminologia na lingua inglêsa para o ato de efetuar uma calibração preparatória ou corretiva da mira com o objetivo de que um projétil de artilharia ou a bala de uma arma de fogo possa ser colocado em uma posição de impacto previsível dentro da imagem da mira.
No Brasil, é comum o uso da terminologia "calibrar a mira", ajustar a mira", "regular a mira" ou ainda, em linguagem coloquial: "zerar a mira" de uma arma; essas terminologias são usadas, tanto para miras abertas quanto para miras telescópicas, sendo usadas inclusive nos videogames.

## Visão geral

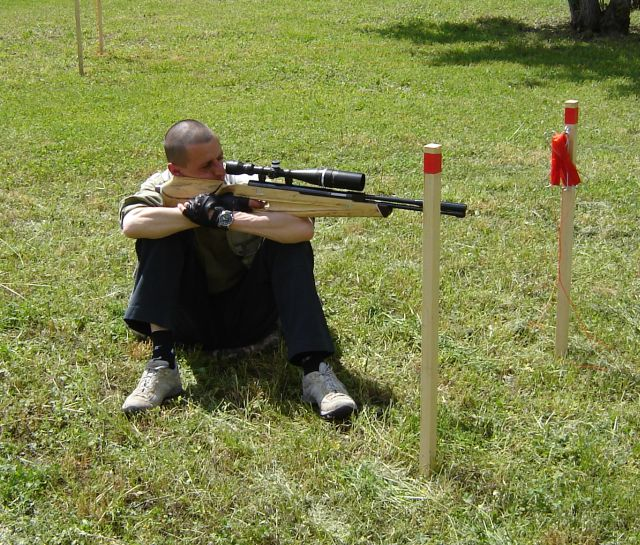
Efetuando o procedimento de "Zerar a mira" a partir de uma posição estável.

O princípio de "sighting in" ou de "zerar a mira", é mudar a linha de mira até que cruze a trajetória parabólica do projétil em um ponto de referência designado, de modo que quando a arma for disparada no futuro (desde que haja precisão confiável), ela atingirá repetidamente onde se deseja a distâncias idênticas desse ponto de impacto designado.

### Regulagem do ponto de impacto
Porque ao usar uma mira telescópica, as linhas de mira se assemelham geometricamente aos eixos X e Y do sistema de coordenadas cartesianas, onde o centro do retículo é análogo ao ponto de origem (ou seja, coordenada [0,0]), o ponto de mira designado é conhecido como zero, e o ato de mirar é, portanto, também chamado de zerar. Uma mira que permanece fiel ao seu zero designado após o uso repetido é conhecida como "manter o zero", enquanto que aquela falha em fazê-lo é conhecida como "perder o zero".
O procedimento iterativo envolve disparar um grupo de tiros de um cano de arma frio, determinar o centro geométrico do padrão de tiro, ajustar a mira para mover o ponto de mira para o centro do agrupamento e repetir o processo até que outros agrupamento centralizem consistentemente no ponto de mira.

## Agrupamento
As balas disparadas de uma arma imobilizada em um dispositivo de fixação em uma bancada de disparo nem sempre caem exatamente no mesmo local. Algumas dessas variações podem ser causadas pelas condições do vento ou diferenças de munição, mas as armas de fogo individuais podem ter diferentes habilidades para colocar balas de forma consistente. As posições de impacto da bala a uma distância medida da boca da arma de fogo são avaliadas como agrupamentos de tiro. Cada agrupamento consiste em um determinado número de tiros com um número crescente de tiros, proporcionando maior confiança estatística. 

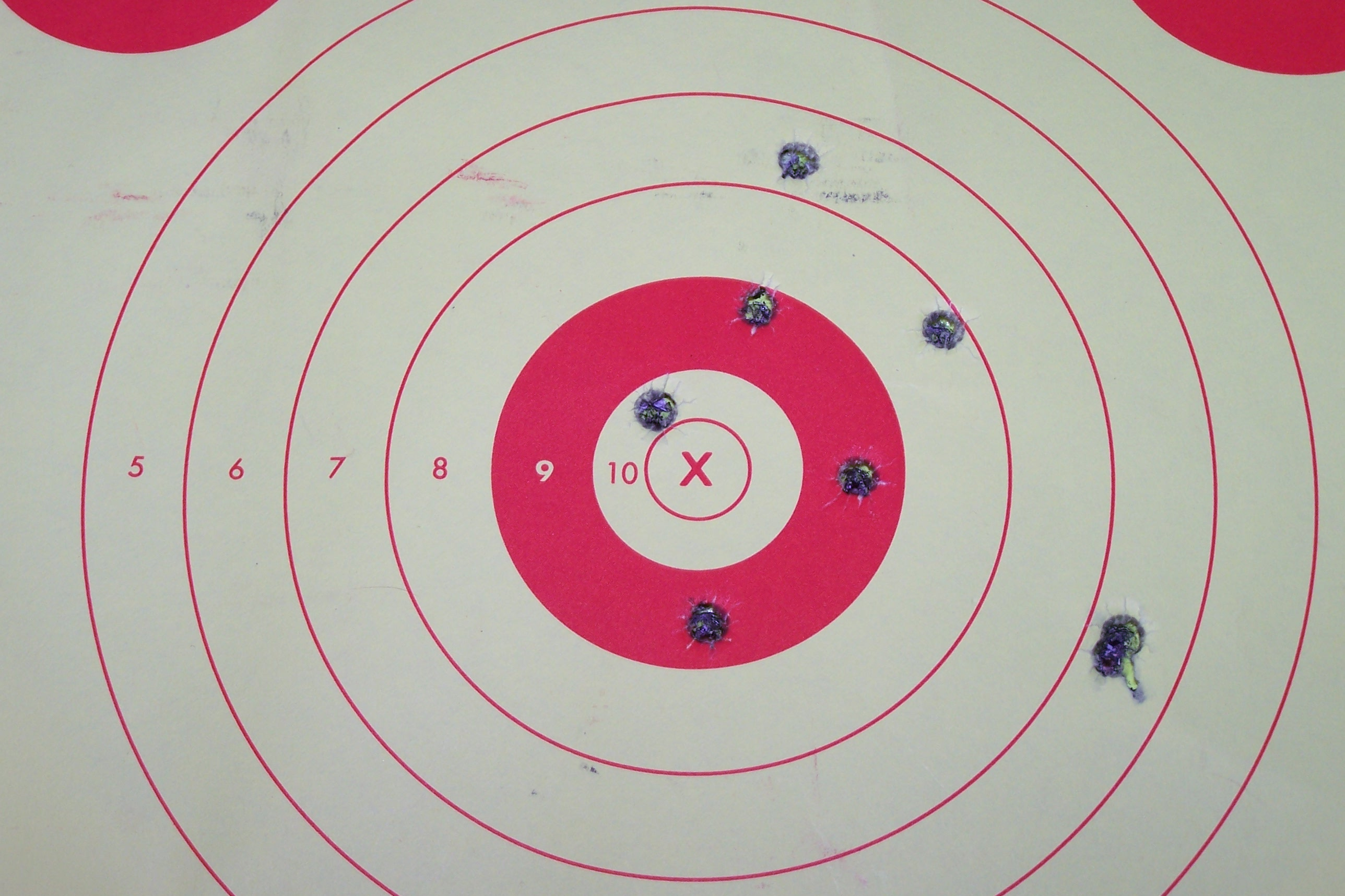
Um alvo útil para o procedimento de "sighting in", com um agrupamento de oito tiros que requer ajuste de mira para mover o ponto médio de impacto para a esquerda.

Cada agrupamento é descrito pelo círculo de diâmetro mínimo perpendicular ao eixo do movimento do projétil, incluindo o ponto de impacto de todos os projéteis nesse agrupamento. Uma arma de fogo consistentemente posicionando balas dentro de um círculo de 1 polegada (25,4 milímetros) de diâmetro em um alvo a 100 jardas (91,4 metros) do cano pode ser descrita como capaz de gerar agrupamentos de 1 polegada a 100 jardas. 
Os agrupamentos podem, alternativamente, ser descritos pelo ângulo de dispersão. Um agrupamento de uma polegada a 100 jardas é aproximadamente equivalente a um minuto de arco ou "minuto de ângulo" (MOA), indicando que a arma de fogo deveria posicionar balas dentro de um agrupamento de duas polegadas a 200 jardas, ou dentro de um agrupamento de três polegadas a 300 jardas. A terminologia pode ser confusa. Os agrupamentos não devem ser confundidos com os padrões tradicionalmente usados para descrever o posicionamento de uma determinada porcentagem dos vários chumbinhos de um cartucho de espingarda individual.
Na prática, em um ambiente ideal, desde o atirador, passando pela munição, temperatura, humidade, vento e etc., a uma distância de 100 jardas, uma arma corretamente regulada devera sempre conseguir acertar um alvo de 1 polegada de diâmetro, e todo erro maior que isso, deve ser considerado falha do atirador ou influência de algum fator externo, já um erro menor que isso, pode ser atribuído à arma.

## Razões para o"sighting in"
As armas de fogo carregadas por indivíduos podem ser posicionadas de forma diferente de um tiro para o outro. A maioria das armas de fogo tem mira para ajudar o atirador a posicionar a arma de fogo para que as balas atinjam o local desejado. A usinagem de precisão usada na fabricação de armas de fogo modernas e os testes antes da distribuição aumentaram a probabilidade de que essas miras sejam posicionadas corretamente; mas vários fatores podem fazer com que o posicionamento do marcador seja diferente do esperado:
- As miras podem ter sido afrouxadas ou movidas de suas posições pretendidas desde o último disparo de teste.[7]
- As miras telescópicas opcionais podem ter substituído as miras de ferro originais.
- A arma de fogo pode ter sido apontada para uma distância diferente do alvo.
- O atirador pode estar usando munição diferente da usada nos testes anteriores.[8]
- O atirador pode mover involuntariamente a arma enquanto puxa o gatilho.[8]
- O atirador pode segurar a arma de forma que permita movimentos imprevistos durante o recuo.
- O atirador pode ter anormalidades na visão, produzindo uma imagem visual inesperada.[8]

## Alvos
O "sighting in" com uma arma de fogo é um teste importante da capacidade do usuário de arma de fogo de atingir alvos previstos com a munição disponível. As imagens ou silhuetas dos alvos pretendidos são menos adequadas para mirar do que as formas de alto contraste compatíveis com o tipo de mira da arma de fogo. Círculos contrastantes são comumente usados para avistar alvos. Alguns alvos incluem uma grade tênue para facilitar a medição da distância horizontal e vertical do ponto de mira. Esses alvos circulares são especialmente adequados para visores de peep, visores de abertura, retículos de pontos e visores frontais de contas; e são mais úteis quando o diâmetro aparente desse recurso de mira corresponde ao diâmetro aparente do círculo contrastante na distância selecionada para o alvo. Armas de fogo com mira frontal de lâmina e mira traseira entalhada podem reduzir a dispersão vertical usando uma imagem de mira que equilibra visualmente o círculo contrastante do alvo em uma superfície de mira horizontal, como o topo da lâmina ou superfície entalhada horizontal.

## Procedimento
O diâmetro do agrupamento para uma configuração de mira única é irrelevante para o procedimento de "sighting in", desde que todas as posições dos projéteis possam ser medidas para determinar o ponto médio de impacto em comparação com o ponto de mira. Agrupamentos de diâmetro maior indicam probabilidade de acerto reduzida em alvos menores naquele intervalo e sugerem que agrupamentos com um número maior de tiros podem fornecer melhores estimativas dos ajustes necessários. 
O "sighting in" é mais eficaz a partir de uma posição de tiro estável, permitindo que o atirador relaxe enquanto a arma de fogo é apoiada em um banco de descanso ou em um saco de areia ou acolchoamento semelhante apoiado em uma pedra, tronco ou galho de árvore. Outras posições de tiro estáveis incluem sentar no chão enquanto se inclina contra uma árvore ou estrutura e descansa a arma de fogo em um braço apoiado nos joelhos. As miras são examinadas antes do disparo para ter certeza de que estão firmemente presas à arma de fogo e não estão soltas ou se movendo entre os disparos. 
Pode ser necessário realizar a mira ou disparar tiros únicos em um alvo próximo, se os tiros não atingirem o alvo na distância desejada.
Depois que a mira foi ajustada para posicionar de forma confiável as balas no alvo no alcance desejado, vários tiros são disparados para formar um agrupamento para medição da colocação média do projétil. Cada posição do projétil é medida horizontalmente e verticalmente a partir do ponto de mira, e as miras são ajustadas para compensar a distância horizontal média e a distância vertical média do ponto de mira. Depois que a mira foi ajustada, mais tiros podem ser disparados de um cano frio formando outro agrupamento para verificar se o ajuste da mira moveu a posição média da bala para o ponto de mira. O procedimento de "sighting in" estará concluído quando o agrupamento estiver centrado no ponto de mira. As balas podem então ser disparadas em alvos em distâncias diferentes para determinar as diferenças de trajetória do ponto de mira nessas distâncias.